# Чехова, Анфиса Александровна
Анфи́са Александровна Че́хова (имя при рождении Александра Александровна Корчунова; род. 21 декабря 1977, Москва, СССР) — российская теле- и радиоведущая, актриса. Вела до 2014 года передачу «Давай поженимся» на канале «Интер» и телевизионное шоу «Как выйти замуж» на украинском канале СТБ. Ранее вела телевизионное эротическое шоу «Секс с Анфисой Чеховой» на ТНТ (2005—2009) и телевизионное шоу «Спокойной ночи, мужики!» на ДТВ (2010—2011). С 17 февраля по 2 июня 2018 года — ведущая реалити-шоу «Взвешенные и счастливые люди» на СТС.

## Биография

### Ранние годы
Родилась 21 декабря 1977 года в Москве.
Её родители развелись, когда ей было 4 года. Отец, Александр Иванович Корчунов (1949—2019), бывший профессиональный спортсмен-борец, окончил Институт физкультуры, в 1990-е занимался бизнесом, работал охранником и водителем у Владимира Жириновского, занимался политикой, состоял в партии ЛДПР, но позже разочаровался в Жириновском и политике, развёлся со второй женой (во втором браке у него родился сын Кирилл), сменил фамилию, увлёкся учением Кришны и ведическим учением. Был инвалидом первой группы. Мать — Наталья Алексеевна Корчунова (род. 15 июля 1955) — педагог-логопед.
В детстве Анфиса сменила три школы. Последней стала школа эстетического воспитания с театральным уклоном № 123.
Когда ей было 17 лет, по просьбе отца поставила несколько спектаклей про Кришну и Радху в кришнаитском храме. Мечтала стать актрисой, со второго раза поступила в ГИТИС. Обучение закончить ей так и не удалось: «…во время обучения я решила пройти один музыкальный конкурс, а театральные преподаватели не любят, когда их ученики начинают размениваться, по их мнению, на никчёмную эстраду, ну, меня и отчислили…».

### Карьера
Музыкальную карьеру начала, выступая в группе «Безумные светлячки». Получила предложение от Муз-ТВ стать телеведущей одной из развлекательных программ. Немногим позже получила предложение работать на ТВ-6. Свои имя и фамилию изменила в 1996 году, в возрасте 19 лет.
Начиная с 1997 года была ведущей таких программ, как «На ночь глядя» на Муз-ТВ, «Дрёма» на ТВ-6, «Культиватор» на телеканале «ТВ Центр», «Звёздная разведка» на М1, «Шоу-бизнес» на СТС. В 2005—2009 годах была ведущей программы «Секс с Анфисой Чеховой» на ТНТ. В 2010—2011 годах вела передачу «Спокойной ночи, мужики!» на ДТВ.
В 2002 году приняла участие в съёмках сериала «Театральная академия», что стало её первой работой в качестве актрисы. В 2006 году Чехова впервые снялась обнаженной для февральского номера журнала Maxim. В дальнейшем она ещё дважды принимала участие в эротической фотосессии — для апрельского номера журнала Playboy в 2008 году и октябрьского номера Maxim того же года.
В 2008 году, отучившись в Институте журналистики и литературного творчества, получила диплом журналиста. А через год, в 2009 году, её пригласили на телеканал Муз-ТВ для участия в проекте «Жена напрокат».
11 сентября 2009 года актриса дебютировала на театральной сцене — в постановке Андрея Носкова «Однажды звёздной ночью» (спектакль о любви, с шутками, песнями и танцами). Актёры периодически выезжают на гастроли — весной 2010 года гастроли проходили на Урале (Екатеринбург, Первоуральск).
В 2010 году попробовала себя в качестве радиоведущей, вела передачу «Анфиса и Король» на «Мегаполис FM». Её соведущим был известный виджей Артём Королёв.
В 2011 году Анфиса участвовала в украинских шоу «Танцы со звёздами» и «МастерШеф». В том же году вела на украинском канале СТБ реалити-шоу «Холостяк. Как выйти замуж». С 2011 года вела ток-шоу «Как выйти замуж с Анфисой Чеховой» на канале СТБ.
В декабре 2017 года стала ведущей «звёздного» выпуска тревел-шоу «Орёл и решка» вместе с Аланом Бадоевым.
С 17 февраля по 2 июня 2018 года была ведущей реалити-шоу «Взвешенные и счастливые люди» на телеканале СТС.

### Личная жизнь
Летом 2009 года начала встречаться с актёром Гурамом Михайловичем Баблишвили (род. 5 сентября 1980). 31 мая 2012 года у них родился сын Соломон. В середине июня 2015 года Анфиса и Гурам официально поженились, но уже весной 2017 года развелись.
Занимается йогой и утверждает, что «много общалась с буддистами, кришнаитами и индуистами и у нас в стране, и во всём мире». В 2007 году в интервью Yoga Journal она призналась: «Для меня йога — не просто упражнения на растяжку. Это философия, и я хотела бы найти не преподавателя, обучающего только движениям тела, а мудрого, настоящего гуру, который вызовет во мне уважение и желание его слушать».

### Общественная позиция
После оглашения приговора по делу Pussy Riot Анфиса Чехова написала в своём Twitter: «Всё, ухожу в Кришнаиты! Там за танцы в храме поощряют и прасадом кормят! А РПЦ предлагаю вписать в Библию ещё один смертный грех: Не танцуй». Комментарий Анфисы вызвал неоднозначную реакцию среди её поклонников, некоторые из которых посоветовали ей снять крест. В ответ на критику Анфиса заявила, что крест никогда не носила, так как ношение каких-либо атрибутов не может служить для Бога подтверждением любви его детей.
В октябре 2017 года Партия добрых дел предложила Чеховой баллотироваться на президентских выборах 2018 года, «чтобы отстаивать интересы народа на главных каналах российского телевидения». Чехова опубликовала текст обращения в Instagram, заявив, что примет предложение, если её пост наберёт 200 тысяч лайков.
В 2022 году в течение четырёх месяцев жила на острове Бали. На фоне осложнения политической обстановки вокруг России поползли слухи о её эмиграции из страны. Однако, вернувшись в Москву, Анфиса Чехова заявила:
Несмотря на все сплетни о моей эмиграции, я никуда не сбежала и от Родины не отреклась. Я не патриотка, я просто родилась и выросла в России и люблю её на глубинном уровне, вне зависимости от политики и условий проживания.
19 марта 2025 года, на V Всероссийском съезде Политической партии «Новые люди» Анфисе Чеховой был вручен членский билет. Согласно сообщению заместителя главы фракции «Новых людей» в Государственной Думе Владислава Даванкова, Анфиса Чехова возглавит «демографический проект» партии.

## Творчество

### Театр
- 2009 — «Однажды знойной ночью» — Лола

### Фильмография
- 2006 — Счастливы вместе — камео
- 2008 — Калейдоскоп — медсестра
- 2008 — ССД: Смерть советским детям — Алиса Тен
- 2008 — Гитлер капут! — телеведущая-шифровщица
- 2008 — Моя любимая ведьма — соседка Ли Бидова
- 2008 — Универ — разовое появление (камео)
- 2010 — Реальные кабаны — радиоведущая
- 2010 — А мама лучше! — девушка из машины
- 2010 — Обручальное кольцо — 5 серий (камео)
- 2011 — All inclusive, или Всё включено — Анфиса (камео)
- 2011 — Наша Russia — камео
- 2012 — Ржевский против Наполеона — риелторша
- 2012 — Пять звёзд — Саша
- 2013 — Женщины на грани — Эвелина

### Дубляж и озвучивание
- 2008 — «Астерикс на Олимпийских играх» — мадам Ветераникс (роль Адрианы Скленариковой)
- 2012 — «От винта 3D» — Нюра

### Телевидение
- 2005 — «Секс с Анфисой Чеховой» (ТНТ) — ведущая.
- 2010 — «Новый год по-нашему!» (СТС) — солистка группы «Люба»
- 2011 — «МастерШеф» — член жюри
- 2012 — КВН — выступление в конкурсе «СТЭМ со звездой» с командой Вятка.
- 2013 — «Остановите, я влюбилась» (ТЕТ)
- 2016 — «Анфиса в стране чудес» (Ю)
- 2018 — «Взвешенные и счастливые люди» (СТС) — ведущая
- 2013 — Весёлые истории из жизни (Анекдот ТВ)
- 2024 — «Вкусно с Анфисой Чеховой» (ТВ3) — ведущая.